# 谷口裕一
谷口 裕一（たにぐち ゆういち、1978年8月26日 - ）は、日本の男性プロレスラー。神奈川県綾瀬市出身。血液型O型。大日本プロレス所属。

## 経歴
1994年10月25日、NOW南足柄市体育センター大会での対川畑輝鎮戦でデビュー。
その後、NOW崩壊と同時に1995年の大日本プロレス旗揚げに参加。まもなくランドセルを背負ってリングに上がる小学生レスラー「たにぐちゆういち」に変身。リングアナウンサーから名前をコールされると手を挙げて「はい!」と元気よく返事したり、凶器に黒板消しを用いるなど、作りこまれたキャラクターが一部で話題となる。
だが1998年に、師匠であるケンドー・ナガサキとともに大日本を一度退団し、NEW NOWに移籍するも、2002年からフリーランスとして大日本に出戻り参戦。 
2006年より大日本に正式所属となる。フリー参戦時から、団体のリング運搬用トラックのステアリングも握る。
長年、大黒坊弁慶との抗争を続けてきたが、一向に勝ち星なく連戦連敗の日々が続いた。ところが、2006年9月10日横浜文体で初勝利を挙げたのを機に、BJW認定タッグ王座挑戦という共通の目標から弁慶と意気投合し、タッグ結成に至る。11月12日桂スタジオ大会で、チームあんこ型（WX・マンモス）とのタイトルマッチに挑んだが、健闘空しく敗北を喫した。
2015年、星野勘九郎とトラックとバスのドライバー同士のドライバーズとして缶バッジが発売される。
2016年に体調不良で欠場し11月より長期欠場していたが、バスの運転手などスタッフとしては会場に姿を表し、ツイッターを開設してバラモン兄弟の試合前や試合中の画像を多くアップしていた。
2017年8月22日に復帰。試合直後の専門誌では目の疾患などの合併症を伴う重い糖尿病であることが明かされており、プロレス生命はおろか命すらも危うかったという。2016年夏頃から妻は谷口の糖尿病を知っていたが、病気が谷口本人に明かされたのは2017年夏頃であった。医師から目は完全には治らないと言われている。
2019年10月25日、新木場1stRINGにてデビュー25周年記念興行を開催した。

## 得意技
レスリング仕込みのグラウンド技と上田馬之助を彷彿とさせるチョップが特徴。
ボディスラム
非常にシンプルな技で、通常は繋ぎに使われることの多い技であるが、勢いよく落とすことによって迫力を持たせた一撃。そのため、ジュニアの選手などの体格に差のある相手の場合、フォールも狙える技である。
ノーザンライトスープレックス
高さのある非常に美しいブリッジで固める。

### 各種チョップ
クロスチョップ
本来のクロスチョップは腕を交差させて放つものだが、谷口のチョップは手を組むという表現が正しい。
発射（車）式クロスチョップ
コーナーから対角線上の相手に、「ハッシャ〜!」と叫び、走りこんでのクロスチョップを浴びせる。胸板以外に、喉下に放つもの等もある。
逆水平チョップ
モンゴリアンチョップ

### 試合中のムーブ
ロープ渡り
デッドリードライブで投げられる
対戦相手からデッドリードライブで投げられると「お母さ～ん」と絶叫する。

## 入場テーマ曲
- 「ビタースウィート・サンバ」ハーブ・アルパート＆ティファナ・ブラス
- 「チャンピオン」アリス
- 「D・U・C」(大日本プロレス ミュージック・ファイル収録) - 現在使用中